# غاري جورج
غاري جورج هو عداء سريع هايتي، ولد في 17 فبراير 1953.

## وصلات خارجية
- غاري جورج على موقع أوليمبيديا (الإنجليزية)